# Herrarnas fyra utan styrman i rodd vid olympiska sommarspelen 1996
Herrarnas fyra utan styrman i rodd vid olympiska sommarspelen 1996 avgjordes mellan den 21 och 27 juli 1996.

## Medaljörer
| Gren              | Guld                                                         | Silver                                                                 | Brons                                                                                       |
| Fyra utan styrman | Australien Nicholas Green Drew Ginn James Tomkins Mike McKay | Frankrike Bertrand Vecten Olivier Moncelet Daniel Fauche Giles Bosquet | Storbritannien Gregory Searle Jonathan William Searle Rupert John Obholzer Tim James Foster |

## Resultat

### A-final
| Placering | Roddare                                                                            | Land           | Tid     |
| --------- | ---------------------------------------------------------------------------------- | -------------- | ------- |
| 1         | Nicholas Green, Drew Ginn, James Tomkins och Mike McKay                            | Australien     | 6:06,37 |
| 2         | Bertrand Vecten, Olivier Moncelet, Daniel Fauche och Giles Bosquet                 | Frankrike      | 6:07,03 |
| 3         | Gregory Searle, Jonathan William Searle, Rupert John Obholzer och Tim James Foster | Storbritannien | 6:07,28 |
| 4         | Denis Žvegelj, Jani Klemenčič, Milan Janša och Sadik Mujkič                        | Slovenien      | 6:07,87 |
| 5         | Gabriel Marin, Dorin Alupei, Dimitrie Popescu och Vasile Măstăcan                  | Rumänien       | 6:08,97 |
| 6         | Valter Molea, Riccardo Dei Rossi, Raffaello Leonardo och Carlo Mornati             | Italien        | 6:10,60 |